# Herrenhaus Aue
Koordinaten: 51° 10′ 42″ N, 10° 7′ 41″ O

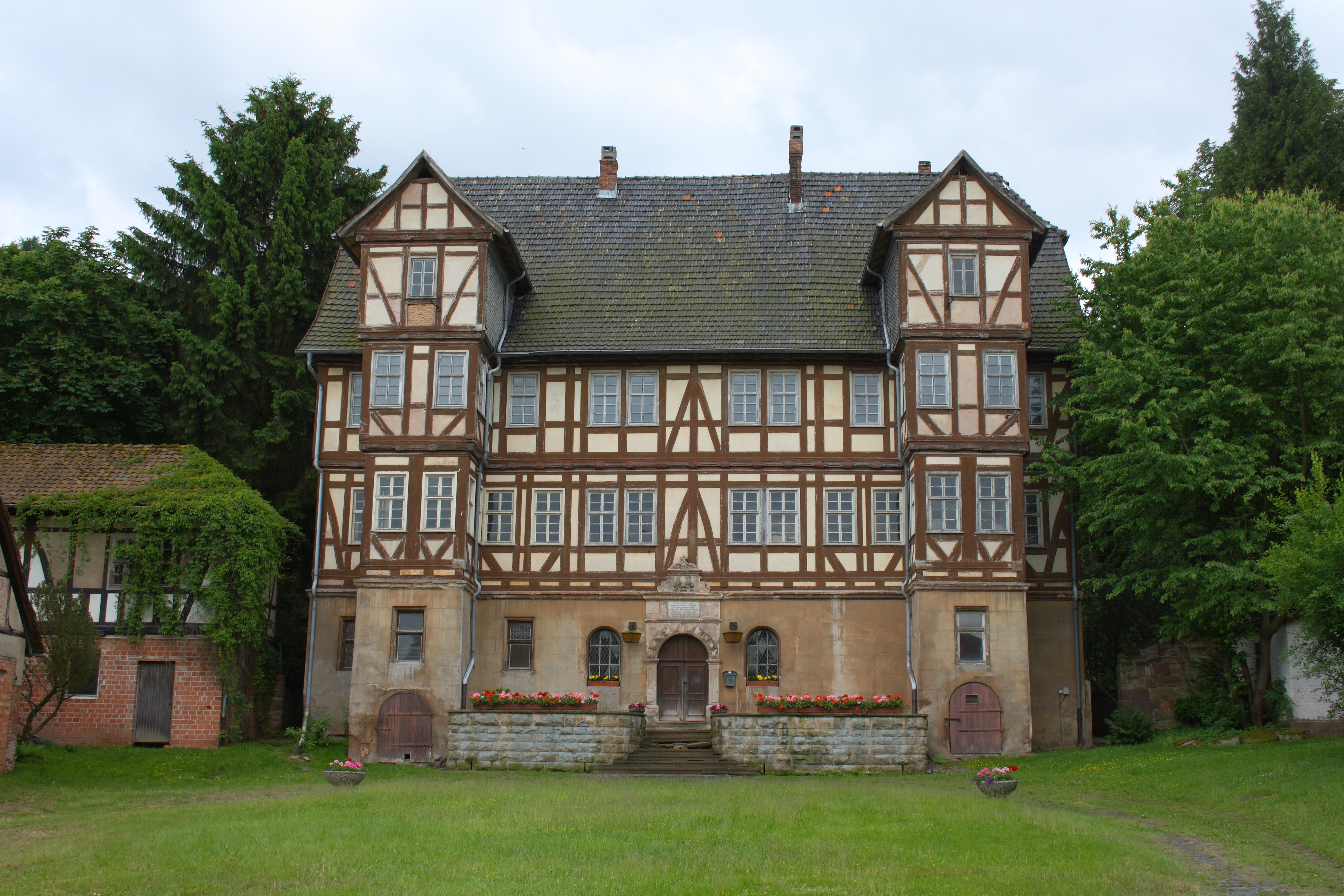
Herrenhaus des Ritterguts Aue

Das Herrenhaus Aue ist ein schlossartiger ehemaliger Adelssitz in Aue, einem Ortsteil von Wanfried im Werra-Meißner-Kreis in Nordhessen.

## Lage
Das Gebäude befindet sich am östlichen Ortsende südlich der Landesstraße L 3244 (Lange Straße 53) auf 167 m Höhe. Auf der gegenüberliegenden (nördlichen) Straßenseite befinden sich die Reste der ehemaligen Wasserburg Aue. Das Herrenhaus steht, gegenüber der Hofeinfahrt, am südlichen Rand eines weitläufigen, von Wirtschaftsgebäuden aus dem 19. Jahrhundert allseitig umstandenen Gutshofs; südlich, westlich und östlich schließt sich ein baumbestandener Park an.

## Beschreibung
Der stattliche, traufenständige, etwa 20 m lange Bau im Stil der Renaissance besteht aus einem massiven Sockelgeschoss aus rotem Buntsandstein mit mittigem, rundbogigem Renaissanceportal von 1576 und zwei vielfenstrigen Fachwerkobergeschossen mit regelmäßig strukturiertem Gerüstgefüge und auf der Hofseite mit zwei symmetrisch flankierenden, vierstöckigen Ausluchten aus dem späten 17. Jahrhundert. Über dem Gesims befinden sich die Wappen Reinhards von Eschwege und seiner Gemahlin. Auf der dem Park zugewandten Rückseite befindet sich mittig ein viergeschossiger, rechtwinklig angebauter und ursprünglich kurzer Querbau, der im frühen 19. Jahrhundert um sieben Fache auf etwa 14 m Länge verlängert wurde. Hauptbau und Anbau sind mit Krüppelwalmdach gedeckt.

## Geschichte
Bauherr war im Jahr 1576 Reinhard von Eschwege († 1607). Die Herren, später Freiherren von Eschwege hatten 1435 die zuvor in Aue begüterten Geschlechter derer von Aue und derer von Hornsberg beerbt und waren seitdem im Besitz der Wasserburg Aue und des Ritterguts, beides als Lehen des Kurfürsten Friedrich II. von Sachsen und Landgrafen von Thüringen, ab 16. Jahrhundert der Herzöge von Sachsen-Eisenach.
Nachdem im April 1637, während des Dreißigjährigen Kriegs, kroatische Reiter die Wasserburg Aue und das Herrenhaus in Brand gesteckt und zerstört hatten, wurden das Herrenhaus und gesamte Rittergut in der zweiten Hälfte des 17. Jahrhunderts erweitert. Am Herrenhaus selbst wurden die Fachwerkgeschosse erneuert, die Ausluchten gebaut und der erste rückwärtige Anbau erstellt. Um 1800 und danach erfolgten weitere Um- und Anbauten, wie die Verlängerung des rückwärtigen Anbaus und die Axialisierung der Fenster.
1963 kam das Gut mit dem Herrenhaus, ebenso wie die Ruine der Wasserburg, an die Bodelschwingschen Anstalten Bethel, und seit 1974 sind Gut und Herrenhaus im Besitz der zu den v. Bodelschwinghschen Stiftungen Bethel gehörenden Diakonissenanstalt „Sarepta“. Eine Besichtigung ist nur von außen möglich.